# حارث المورابطين (تودغة السفلى)
حارث المورابطين هي إحدى مشيخات المملكة المغربية، تتبع جغرافيا لإقليم تنغير وإداريًا لتودغة السفلى. يقدر عدد سكانها بـ 4269 نسمة حسب الإحصاء الرسمي للسكان والسكنى لسنة 2004.